# Baroncea Nouă, Drochia
Baroncea Nouă este un sat din cadrul comunei Baroncea din raionul Drochia, Republica Moldova.

## Istorie
Satul Baroncea Nouă a fost întemeiat în anul 1925. La început satul se numea Cioara, după denumirea dealului pe care s-au așezat primele familii.

## Geografie
Satul are o suprafață de circa 0.38 kilometri pătrați, cu un perimetru de 2.80 km. Distanța directă până în or. Drochia este de 6 km. Distanța directă până în or. Chișinău este de 148 km.

## Demografie

### Structura etnică
Conform datelor recensământului populației din 2004, populația satului constituia 148 de oameni, dintre care 50.68% -bărbați și 49.32% - femei.:
| Grup etnic                    | Populație | % Procentaj |
| ----------------------------- | --------- | ----------- |
| Băștinași declarați Moldoveni | 27        | 18.24%      |
| Ucraineni                     | 118       | 79.73%      |
| Ruși                          | 3         | 2.03%       |
| Total                         | 148       |             |